# Afghanistan i olympiska spelen
Afghanistan deltog första gången vid olympiska sommarspelen 1936 i Berlin och har sedan dess varit med vid 14 olympiska spel. De har aldrig deltagit vid de olympiska vinterspelen.
Inför de olympiska sommarspelen 2000 i Sydney förbjöds Afghanistan av IOK att delta på grund av talibanregimens övergrepp och förtryck av kvinnor och deras förbud mot sport.
Afghanistan har totalt vunnit två medaljer.

## Medaljer
| Guld | Silver | Brons | Totalt antal medaljer |
| ---- | ------ | ----- | --------------------- |
| 0    | 0      | 2     | 2                     |

### Medaljer efter sommarspel
| Spel                                    | Guld        | Silver      | Brons       | Totalt      |
| 1936 Berlin                             | 0           | 0           | 0           | 0           |
| 1948 London                             | 0           | 0           | 0           | 0           |
| 1952 Helsingfors                        | Deltog inte | Deltog inte | Deltog inte | Deltog inte |
| 1956 Melbourne (ryttarspel i Stockholm) | 0           | 0           | 0           | 0           |
| 1960 Rom                                | 0           | 0           | 0           | 0           |
| 1964 Tokyo                              | 0           | 0           | 0           | 0           |
| 1968 Mexico City                        | 0           | 0           | 0           | 0           |
| 1972 München                            | 0           | 0           | 0           | 0           |
| 1976 Montreal                           | Deltog inte | Deltog inte | Deltog inte | Deltog inte |
| 1980 Moskva                             | 0           | 0           | 0           | 0           |
| 1984 Los Angeles                        | Deltog inte | Deltog inte | Deltog inte | Deltog inte |
| 1988 Seoul                              | 0           | 0           | 0           | 0           |
| 1992 Barcelona                          | Deltog inte | Deltog inte | Deltog inte | Deltog inte |
| 1996 Atlanta                            | 0           | 0           | 0           | 0           |
| 2000 Sydney                             | Deltog inte | Deltog inte | Deltog inte | Deltog inte |
| 2004 Aten                               | 0           | 0           | 0           | 0           |
| 2008 Peking                             | 0           | 0           | 1           | 1           |
| 2012 London                             | 0           | 0           | 1           | 1           |
| 2016 Rio de Janeiro                     | 0           | 0           | 0           | 0           |
| 2020 Tokyo                              | 0           | 0           | 0           | 0           |
| Totalt                                  | 0           | 0           | 2           | 2           |

### Medaljer efter sporter
| Sport     | Guld | Silver | Brons | Totalt |
| Taekwondo | 0    | 0      | 2     | 2      |
| Totalt    | 0    | 0      | 2     | 2      |